# Юксул
Юксул — деревня в Алькеевском районе Татарстана. Входит в состав Верхнеколчуринского сельского поселения.

## География
Находится в южной части Татарстана на расстоянии приблизительно 24 км по прямой на юго-запад от районного центра села Базарные Матаки.

## История
Основана в 1920-х годах.

## Население
Постоянных жителей было: в 1938 — 124, в 1949 — 112, в 1958 — 119, в 1970 — 106, в 1979 — 21, в 1989 — 3, в 2002 — 6 (татары 66 %), 2 в 2010.